# Mary Anderson (inventatoare)
Mary Elizabeth Anderson (19 februarie 1866 – 27 iunie 1953) a fost o dezvoltatoare imobiliară americană, fermieră, viticultoare și inventatoare a ștergătoarelor de parbriz. Pe 10 noiembrie 1903, Anderson a primit primul brevet pentru un dispozitiv automat de curățare a geamurilor mașinii controlat din interiorul mașinii, numit ștergător de parbriz.